# Sinularia marenzelleri
Sinularia marenzelleri är en korallart som först beskrevs av Wright och Studer 1889.  Sinularia marenzelleri ingår i släktet Sinularia och familjen läderkoraller. Inga underarter finns listade i Catalogue of Life.